# Consolida stocksiana
Consolida stocksiana är en ranunkelväxtart som först beskrevs av Pierre Edmond Boissier, och fick sitt nu gällande namn av Sergej Arsenjevitj Nevskij. Consolida stocksiana ingår i släktet åkerriddarsporrar, och familjen ranunkelväxter. Inga underarter finns listade i Catalogue of Life.